# Kirstjen Nielsenová

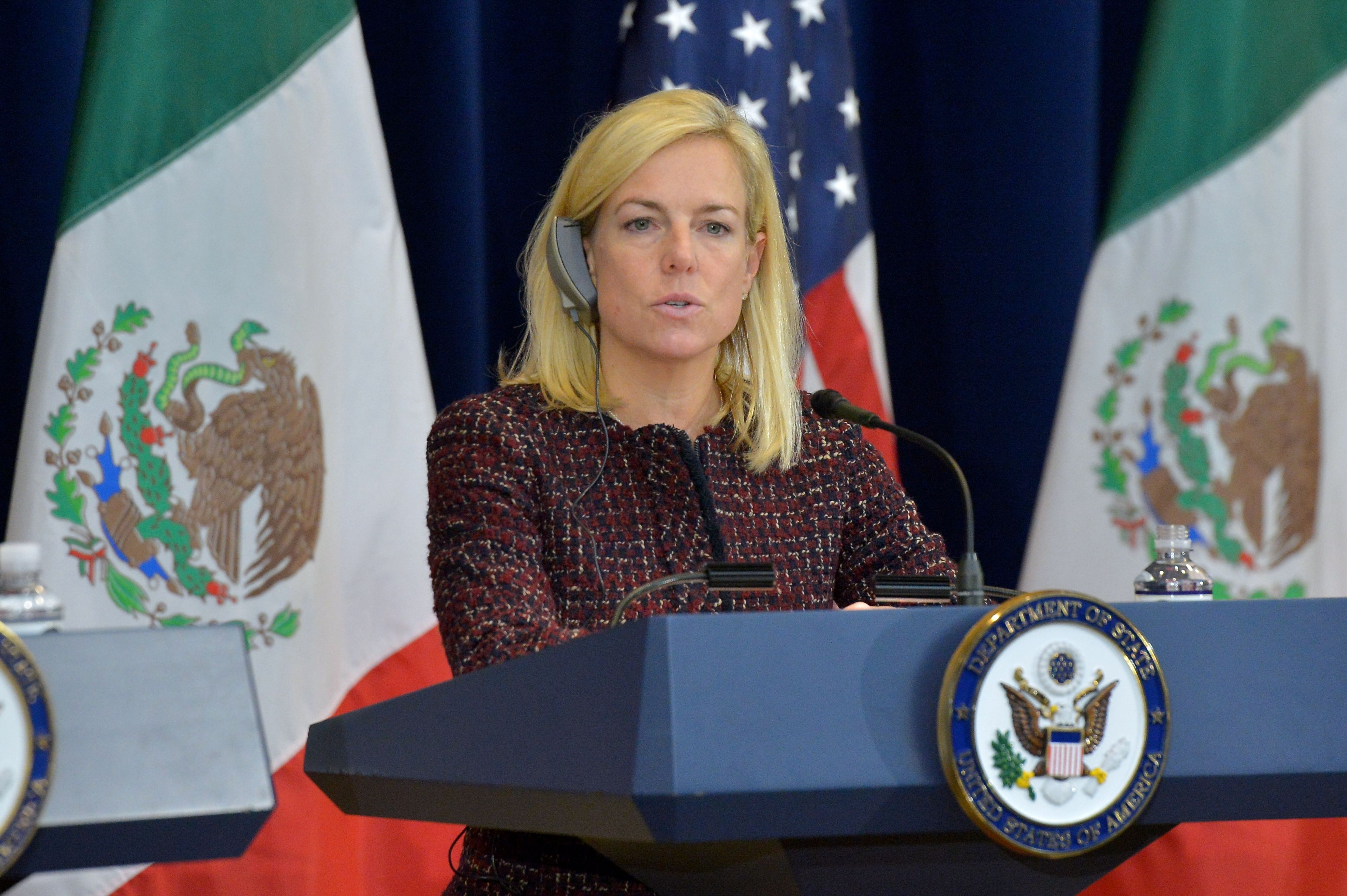
Ministryně Nielsenová během americko-mexického fóra na téma přeshraniční kriminality, ministerstvo zahraničí, prosinec 2017

Kirstjen Nielsenová, rodným jménem Kirstjen Michele Nielsen, (* 14. května 1972 Colorado Springs, Colorado) je americká politička, právní zástupkyně, profesně se zaměřující na národní a kybernetickou bezpečnost, která v letech 2017–2019 zastávala úřad ministryně vnitřní bezpečnosti Spojených států v kabinetu Donalda Trumpa.
Před vládním působením, mezi lednem a červencem 2017, sloužila jako vedoucí kanceláře ministra pro vnitřní bezpečnost Johna F. Kellyho a poté, od září do prosince téhož roku, byla zástupkyní vedoucího kanceláře Bílého domu v Trumpově administrativě. Prezidentův návrh na její uvedení do ministerské funkce Senát schválil 5. prosince 2017 a o den později složila přísahu. Jako ministryně implementovala Trumpovu politiku separace rodičů od dětí – v rámci nulové tolerance –, kteří ilegálně imigrovali do země přes mexicko-americkou státní hranici. Po kritice bylo od rozdělování rodin upuštěno 20. června 2018 prezidentským výkonným příkazem.

## Vzdělání
Vyrostla ve floridském Clearwateru, kde po základní škole sv. Pavla pokračovala středoškolským studiem na Berkeley Preparatory School v Tampě. Na ní se stala předsedkyní studentské rady a byla členkou fotbalového týmu. Po maturitě v roce 1990 nastoupila na Edmund A. Walsh School of Foreign Service Georgetownské univerzity, jíž završila o čtyři roky později se ziskem bakalářského titulu Bachelor of Science (BSc). Roční stáž v rámci studia absolvovala také na nagojské univerzitě Nanzan.
V letech 1994–1997 pracovala jako asistentka pro legislativní záležitosti u republikánského senátora za Floridu Connieho Macka. Poté se vrátila k vysokoškolskému studiu. Vzdělání zakončila roku 1999 na Právnické fakultě Univerzity ve Virginii s titulem Juris Doctor (JD), čímž se později stala po Janet Napolitanové druhou absolventkou fakulty v pozici ministryně pro vnitřní bezpečnost, když Napolitanová úřad zastávala v kabinetu Baracka Obamy. Po promoci zahájila právnickou praxi v dallaské právní firmě Haynes and Boone, aby po zvolení George W. Bushe americkým prezidentem přešla do státní služby.

## Raná kariéra

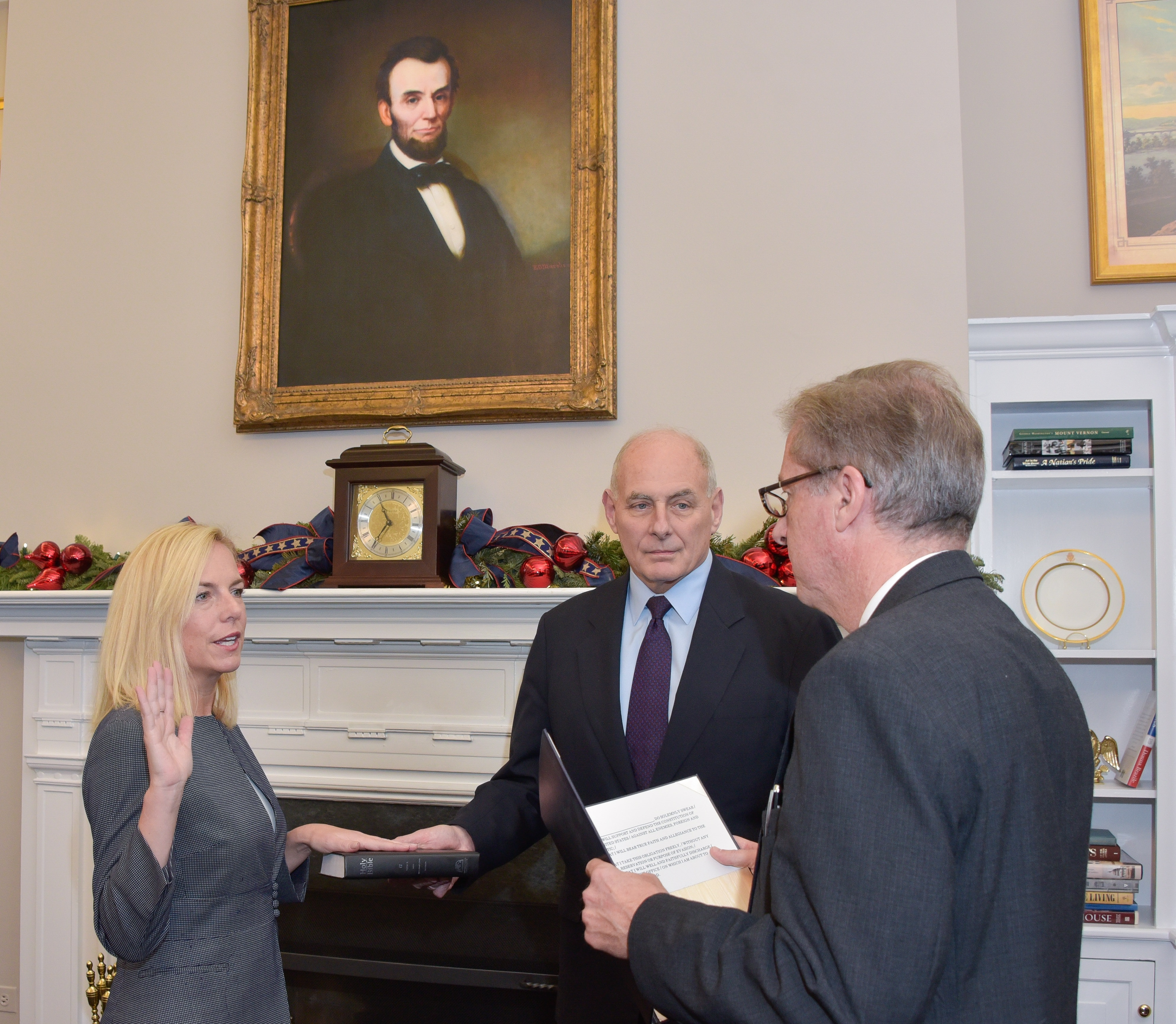
Nielsenová skládá ministerskou přísahu, prosinec 2017

V administrativě George W. Bushe od roku 2002 řídila z pozice administrátorky Kancelář legislativní politiky a vládních záležitostí při nově zřízeném Úřadu pro bezpečnost v dopravě. Po dvou letech přešla do Bílého domu, kde působila do roku 2007 jako zvláštní prezidentova asistentka a služebně starší vedoucí pracovnice pro oblast prevence, pohotovosti a reakce v Radě pro vnitřní bezpečnost.
V květnu 2007 se stala hlavním právním zástupcem národní bezpečnostní divize a obchodní ředitelkou Civitas Public Affair Group, strategické poradní a investiční společnosti působící na poli vnitřní a národní bezpečnosti státu.
Před vstupem do Trumpovy administrativy byla seniorní členkou operační skupiny pružné reakce ve výboru Střediska kybernetické a vnitřní bezpečnosti Univerzity George Washingtona. Pracovala i v poradním sboru pro vypracování každoroční Zprávy o globálních rizicích ve formě vývodu Světového ekonomického fóra.
Nielsenová se stala zakladatelkou společnosti Sunesis Consulting, jíž od roku 2012 řídila z pozice prezidentky. V průběhu Obamovy administrativy Sunesis získal řadu vládních zakázek.

## Zástupkyně vedoucího kanceláře Bílého domu
Po Trumpově převzetí prezidentství v lednu 2017 nastoupila jako vedoucí kanceláře Johna F. Kellyho na ministerstvu vnitřní bezpečnosti. Poté, co byl Kelly odvolán z postu ministra a 31. července 2017 se stal vedoucím kanceláře Bílého domu, přešla s ním do sídla prezidenta Trumpa, a od září působila v roli zástupkyně vedoucího kanceláře. Nový ministr vnitřní bezpečnosti nebyl jmenován a pravomoci dočasně převzala náměstkyně Elaine Dukeová.

## Ministryně vnitřní bezpečnosti
Prezident Donald Trump ji 11. října 2017 nominoval do úřadu ministryně vnitřní bezpečnosti Spojených států, aby nahradila dočasně úřadující Elaine Dukeovou. Senát Kongresu návrh schválil 5. prosince 2017 poměrem hlasů 62–37. Den poté složila přísahu, jakožto šestá osoba ve funkci ministra od založení této vládní instituce v listopadu 2002. Úřad opustila v dubnu 2019.